# Čudnić
Čudnić lijeva je pritoka rijeke Vrbanje. Izvor, koji se nalazi 1180 metara iznad nadmorske visine, na šumovitim je i strmim padinama Omorike (1243 m) - Glavica (1163 m). Teče između istoimenog sela (Čudnić) i sela Panići i u nju se ulijeva u selu Kruševo Brdo (ispod Arapova brijega), na 612 m nadmorske visine.
Čudnić Izvire na onom dijelu jugoistočnih padina podvlašićkog gorja iznad kojeg protječu Ilomska i njene pritoke, tj. na razvođu s Kovačevića potokom i Ćorkovcem. Vodotok je vrlo strm i brz; u lokalnom stanovništvu je ustaljeno uvjerenje da se u njega „prelijeva” i dio voda sliva Ilomske. Šezdesetih godina 20. vijeka, na Čudniću su bile četiri vodenice.